# Statue der Einheit

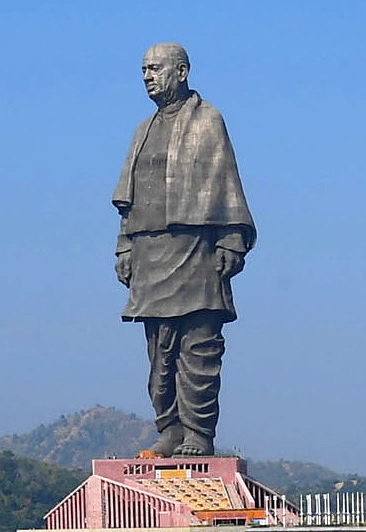
Die Statue am Tag der Einweihung

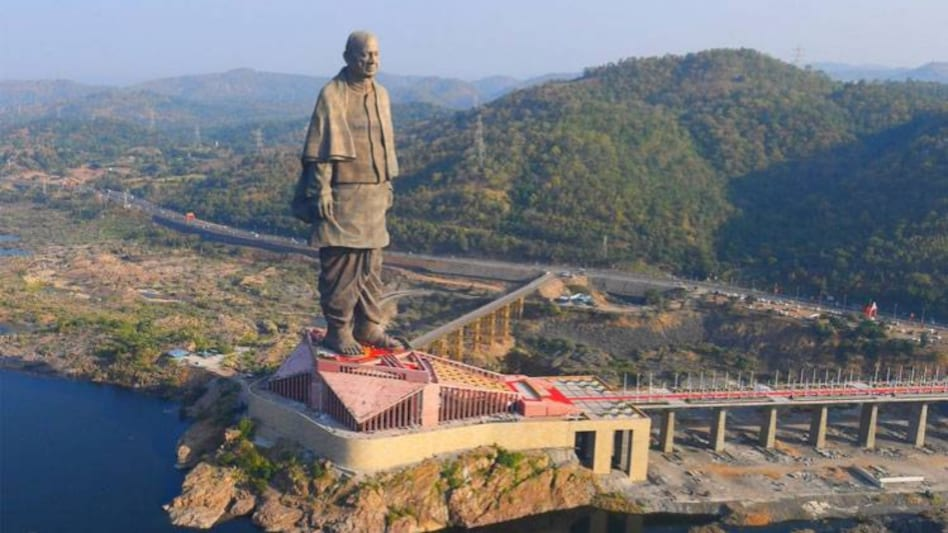
Gesamtanlage

Die Statue der Einheit (Hindi एकता की प्रतिमा ektā kī pratimā, englisch Statue of Unity, Gujarati સ્ટેચ્યુ ઑફ યુનિટી „Statue der Einheit“; Hindi एकत्व मूर्ति ektva mūrti „Einheitsstatue“) ist eine Kolossalstatue im indischen Bundesstaat Gujarat. Sie stellt den indischen Unabhängigkeitskämpfer und Politiker Vallabhbhai Patel dar und ist mit 182 Metern die mit Abstand höchste Statue der Welt. Am 31. Oktober 2018, anlässlich der 143. Wiederkehr von Patels Geburtstag, wurde die Statue offiziell eingeweiht.

## Dargestellte Person und politische Bewertung

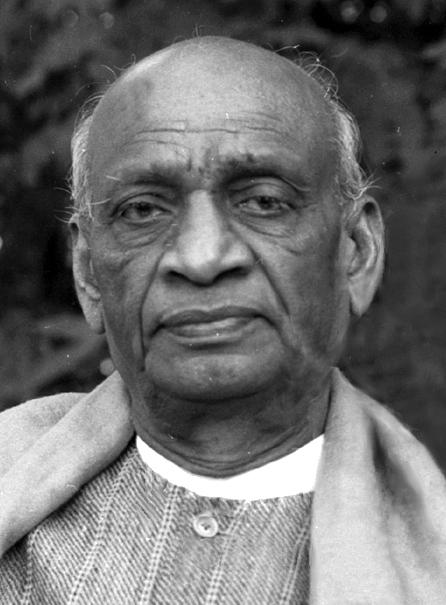
Sardar Patel (1949)

„Sardar“ Vallabhbhai Patel war ein prominenter indischer Aktivist gegen die britische Kolonialherrschaft in Indien. Er war ein enger Mitstreiter von Mohandas Karamchand Gandhi und stammte genauso wie dieser aus dem Gebiet des heutigen westindischen Bundesstaates Gujarat. Nachdem Indien im Jahr 1947 relativ überstürzt durch Großbritannien in die Unabhängigkeit entlassen worden war, wurde Patel Innenminister in der provisorischen Übergangsregierung unter Premierminister Jawaharlal Nehru. Vor dem Jahr 1947 standen nur etwa die Hälfte der Landfläche und zwei Drittel der Bevölkerung unter direkter britischer Herrschaft. Der Rest befand sich unter Herrschaft einheimischer Fürsten, die in einem direkten Treueverhältnis zur britischen Krone standen (Indirect rule). Mit dem Ende der britischen Herrschaft wurden auch diese mehr als 500 Fürstenstaaten quasi in die Unabhängigkeit entlassen und hatten die Möglichkeit, aber keine Verpflichtung, sich einem der beiden neuen Staaten Indien oder Pakistan anzuschließen. Patels große historische Leistung wird allgemein in der Rolle gesehen, die er in diesen Jahren spielte. Durch sehr geschickte Verhandlungen mit den Fürstenstaaten (oder neu gebildeten Unionen von Fürstenstaaten) schaffte er es (auch unter Ausübung von diskretem Druck, wenn notwendig), sie in weitestgehend gewaltfreier, unblutiger Weise zum Anschluss an Indien zu bewegen. Im Gegenzug zur Aufgabe ihrer Herrschaftsrechte erhielten die Fürsten ihren materiellen Besitz garantiert und zusätzlich eine Apanage (privy purse) vom indischen Staat. Es gab nur drei Fälle, in denen es zu größeren bewaffneten Auseinandersetzungen kam: Hyderabad, Junagadh sowie Kaschmir.
Patel gehörte dem Indischen Nationalkongress an. In der Frühphase des unabhängigen Indiens war die Kongresspartei in der Wahrnehmung vieler Zeitgenossen von zwei dominierenden Persönlichkeiten geprägt: von Nehru, dem Premierminister, und von Patel, seinem Innenminister. Die beiden waren persönlich befreundet, vertraten aber unterschiedliche Richtungen. Nehru war erklärter Sozialist und Atheist und sah in vielen Aspekten der Wirtschaftspolitik die Sowjetunion als Vorbild für Indien. Patel vertrat konservativere Ansichten und war eher einer „national-indischen“ hinduistischen Denkrichtung verpflichtet. Beispielsweise trat er für eine entschiedenere Politik gegenüber Pakistan ein, das er als intoleranten Muslim-Staat ansah, in dem Hindus verfolgt wurden. Patel starb 1950, kurz nach dem Inkrafttreten der Verfassung der neuen Republik Indien. Die Politik Indiens in den folgenden Jahren wurde stark von den Vorstellungen Nehrus bestimmt, der bis zu seinem Tod im Jahr 1964 Premierminister Indiens blieb.
Patel genießt in weiten Kreisen der indischen Gesellschaft große Verehrung. Dies gilt insbesondere für Anhänger hindunationalistischer Parteien, wie die seit 2014 in Delhi regierende Bharatiya Janata Party (BJP). Beispielhaft machte der seit 2014 amtierende Premierminister Narendra Modi (BJP) in mehrfachen Äußerungen seine Abneigung gegenüber der Person Nehrus einerseits und seinen Respekt gegenüber Patel andererseits deutlich. Wäre nach der Unabhängigkeit nicht der „Sozialist“ Nehru Premierminister geworden, sondern der „national denkende“ Patel, so wäre heute „ganz Kaschmir“ Teil Indiens, so Modi in einer Parlamentsdebatte 2018.

## Geschichte

Größenvergleich von Statuen
1. Statue der Einheit: 240 m (inkl. 58 m Sockel)
2. Zhongyuan-Buddha: 153 m
(inkl. 25 m Sockel und 20 m Thron)
3. Freiheitsstatue: 93 m (inkl. 47 m Sockel)
4. Mutter-Heimat-Statue (Wolgograd): 87 m
(inkl. 2 m Sockel)
5. Cristo Redentor (Rio de Janeiro): 38 m
(inkl. 8 m Sockel)
6. David von Michelangelo (Florenz)

Das Projekt einer Kolossalstatue wurde erstmals am 7. Oktober 2010 durch den damaligen Chief Minister von Gujarat (und späteren Premierminister) Narendra Modi auf einer Pressekonferenz anlässlich seiner zehnjährigen Amtszeit als Chief Minister angekündigt.
Für die Organisation des Baus wurde der Sardar Vallabhbhai Patel Rashtriya Ekta Trust (SVPRET) gegründet, der zahlreiche Spendensammlungen in ganz Indien für das Projekt durchführte. Die bekannteste war die Loha-Kampagne 2013–2014, mit der etwa 5000 Tonnen Eisen durch Spenden zusammenkamen.
Die Bauarbeiten begannen im Oktober 2013 und waren bis zum anvisierten Einweihungstermin im Oktober 2018 abgeschlossen. Auch der anvisierte Kostenrahmen wurde eingehalten.

## Daten des Bauwerks
Die Statue steht auf einer Halbinsel im Fluss Narmada nahe dem Ort Rajpipla im Distrikt Narmada von Gujarat. Sie liegt damit zwischen den Ausläufern des Satpura- und des Vindhyagebirges.
Die Statue wurde durch das in Mumbai angesiedelte Ingenieurbüro Larsen & Toubro geplant und innerhalb von dreieinhalb Jahren unter Einsatz von 250 Ingenieuren und 3000 Arbeitern erbaut. Der bildhauerische Entwurf stammt von Ram Vanji Sutar, der zuvor schon zahlreiche Skulpturen indischer Persönlichkeiten erstellt hatte. Die Statue steht auf einem 58 m hohen Sockel und ist 182 m hoch. Die Gesamthöhe beträgt 240 m. Die Statue ist von innen begehbar. Auf Brusthöhe in 153 m befindet sich eine Aussichtsplattform, von der die Besucher durch Öffnungen nach außen blicken können.
Bautechnisch besteht die Statue aus zwei Zylindern aus Stahlbeton im Inneren, die von einem Stahlskelett umgeben sind. Die äußere Hülle bildet eine Bedeckung aus 8 mm dicken Bronzeplatten. Beim Bau wurden im Inneren 1700 t Bronze sowie weitere 1850 t für die Bronzeverkleidung, 210.000 m³ Beton, 18.500 t Bewehrungsstahl und 6500 t Baustahl verbraucht. Die Bronzeplatten wurden in China angefertigt.
Die Statue ist so ausgelegt, dass sie Windgeschwindigkeiten bis 220 km/h und Erdbeben einer Magnitude von 6,5 widerstehen können soll.
Die Kosten des Baus beliefen sich auf knapp 30 Milliarden Indische Rupien (379 Millionen Euro). Die Kosten trug, bis auf die Spenden, im Wesentlichen der Bundesstaat Gujarat. Im Unionsbudget 2014–2015 wurden für den Bau 2 Milliarden Rupien bereitgestellt.

## Kritik
Kritik entzündete sich vor allem an den hohen Kosten des Projekts. Die Kritiker rechneten der Regierung vor, was man alles sonst mit dem Geld hätte finanzieren können – dringend benötigte Bewässerungsanlagen, neue Universitäten, Technische Hochschulen etc. Befürworter des Projektes entgegneten, dass es sich bei der Statue um ein Projekt handle, das sich nicht direkt in Geldwert bewerten lasse. Die Statue sei ein nationales Symbol, auf das alle Inder stolz sein könnten. Patel sei eine Leitfigur für kommende Generationen.
In den Worten von Premierminister Modi:

“The Statue will stand high, not just in meters and feet, but much more in terms of academic, historical, national and spiritual values. My vision is to develop the place as a source of inspiration for ages to come.”

„Diese Statue wird hoch aufragen, nicht nur gemessen in Metern oder Fuß, sondern viel mehr in Form ihrer akademischen, historischen, nationalen und spirituellen Werte. Meine Vision ist es, diesen Ort als Quelle der Inspiration für kommende Zeitalter zu entwickeln.“

Am 27. Dezember 2016 legte Premierminister Modi in Mumbai den Grundstein für eine weitere Kolossalstatue, die noch etwas höher als die Statue der Einheit werden soll. Die Statue soll Shivaji, einen Marathenkönig des 17. Jahrhunderts, darstellen.